# Carolinaia rhusifoliae
Carolinaia rhusifoliae är en insektsart. Carolinaia rhusifoliae ingår i släktet Carolinaia och familjen långrörsbladlöss. Inga underarter finns listade i Catalogue of Life.